# Efecte de la gota negra

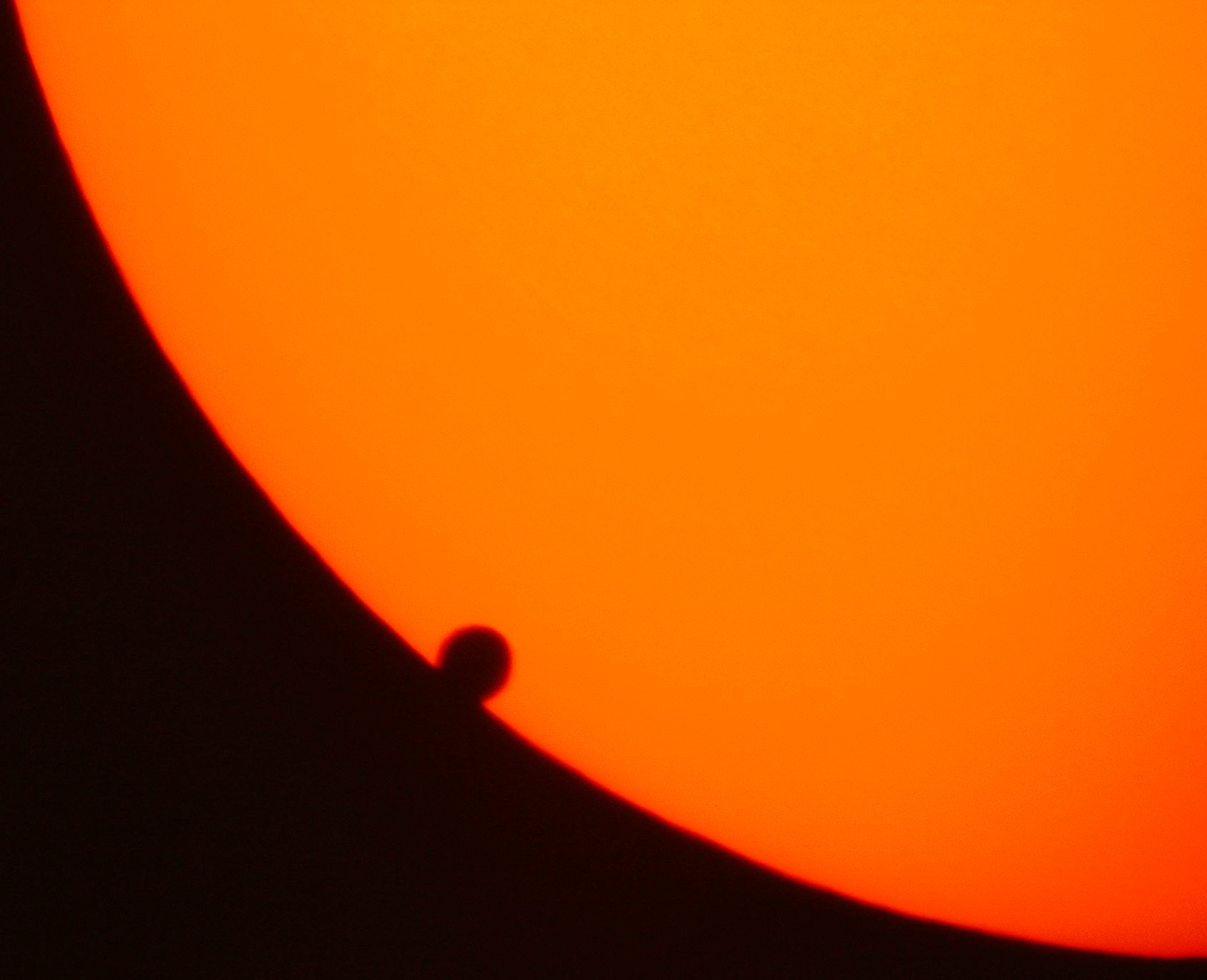
Venus transita la cara del Sol el 2004. Aquí és visible l'efecte de la gota negra.

L'efecte de la gota negra és un fenomen òptic visible durant un trànsit de Venus i, en menor mesura, un trànsit de Mercuri.
Just després del segon contacte, i de nou just abans del tercer contacte durant el trànsit, una "llàgrima" petita negra apareix en connectar el disc de Venus als llimbs del Sol, de manera que no és possible determinar amb precisió el moment exacte de contacte de tots dos contactes. Això va portar al fracàs dels intents durant els trànsits de Venus del segle xviii d'establir un valor precís de la unitat astronòmica.

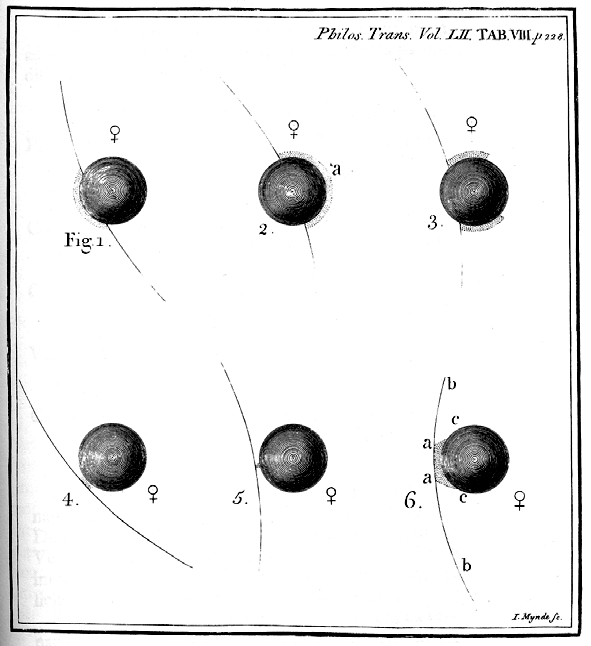
El fenomen de la gota negra descrit per Torbern Bergman al 1761.

Durant molt de temps es va pensar que l'efecte de la gota negra es devia a la densa atmosfera de Venus, i de fet es va considerar que era la primera evidència real que Venus tenia una atmosfera. No obstant això, ara es pensa que és un efecte òptic causat per la taca de la imatge de Venus per la turbulència a l'atmosfera de la Terra o imperfeccions en l'aparell de visualització. Amb mesuraments precisos, però, es va observar una caiguda de l'efecte des de fora de l'atmosfera de la Terra durant els trànsits de 1999 i 2003 de Mercuri, encara que aquest planeta no té atmosfera significativa.
En el trànsit de Venus del 8 de juny de 2004, molts observadors van dir que no van veure l'efecte de la gota negra, o si més no que va ser molt menys pronunciat del que havia estat reportat en els trànsits dels segles anteriors. Això podria ser degut a utilitzar telescopis més grans, amb millor òptica i a l'enfosquiment vers el limbe.

## Mecanisme
Tots els instruments òptics donen d'un punt lluminós una imatge circular anomenada disc d'Airy, el qual s'engrandeix conforme el diàmetre de l'instrument és més feble. Es tracta d'una llei fonamental de l'òptica, que prové de la naturalesa ondulatòria de la llum. Si s'aplica aquesta transformació a tots el punts de la imatge teòrica ideal d'un petit disc negre tangent a l'interior d'un gran disc blanc, s'obté una gota negra.
Durant el trànsit de Venus de 2004 el telescopi solar de l'acadèmia reial de les ciències de Suècia va captar una magnífica imatge on no s'observa cap gota negra. l'instrument disposava d'un mirall d'un metre de diàmetre, el disc d'Airy d'aquest instrument (0,15 segons d'arc) és petit comparat amb el diàmetre aparent (~60 segons d'arc durant un trànsit) de Venus i no genera cap efecte de gota negra.
És per tant clar, que l'atmosfera del planeta no té cap relació amb el fenomen sinó que depèn de la resolució de l'instrument utilitzat, i de la qualitat del cel. Conforme els instruments de qualitat s'han anat popularitzant, els efectes de la gota negra han perdut la notorietat que havia tingut en segles precedents.